# Avenida Morrison–Soundview (línea Pelham)
Avenida Morrison–Soundview es una estación en la línea Pelham del Metro de Nueva York de la División A del Interborough Rapid Transit Company. La estación se encuentra localizada en el barrio Soundview, Bronx y entre la Avenida Morrison y la Avenida Westchester. La estación es servida en varios horarios por diferentes trenes del servicio .